# Чуладег
Чуладег (перс. چولاده) — село в Ірані, у дегестані Хотбех-Сара, у бахші Карґан-Руд, шагрестані Талеш остану Ґілян. За даними перепису 2006 року, його населення становило 26 осіб, що проживали у складі 7 сімей.